# Fahai Si

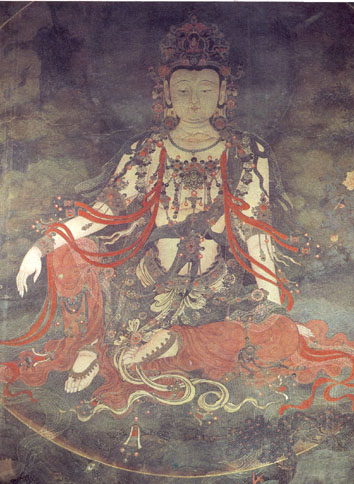
Fresko aus dem aus der Ming-Zeit stammenden Tempel mit einem Porträt von Bodhisattva Avalokiteshvara

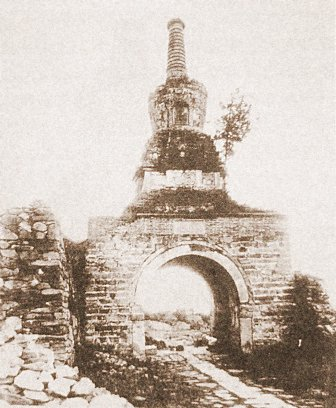

Der Fahai Si (Fahai-Tempel; chinesisch 法海寺, Pinyin Fǎhǎi Sì, Sanskrit धर्म समुद्र विहार Dharma Samudra Vihāra, wörtlich: Tempel des Ozeans der Lehre) ist ein buddhistischer Tempel im Pekinger Stadtbezirk Shijingshan. Er stammt aus der Zeit der Ming-Dynastie und ist berühmt für seine buddhistischen Wandmalereien. 
Der Tempel steht seit 1988 auf der Liste der Denkmäler der Volksrepublik China (3-119).